# Тендітні створіння
«Тендітні створіння» (англ. Tiny pretty things) — драматичний американський вебсеріал, створений відомим сценаристом та режисером Майклом Макленнаном. В основу цього мінісеріалу покладено книгу «Tiny pretty things», котру було видано в результаті колаборації двох авторок: Сони Чарайпорти та Доніель Клейтон. Прем'єра серіалу відбулася 14 грудня 2020 року на Netflix. Він складається з 10 епізодів середньою тривалістю по 55—57 хвилин.
Дата виходу 2 сезону досі невідома, проте передбачають, що якщо Netflix продовжить серіал на 2 сезон, то продовження може з'явитися у 2022 році.

## Сюжет
Мрія дівчини-танцівниці, Невії Строєр, нарешті збулась, адже її зарахували до відомої школи Арчера в Чикаго, де готували майбутніх зірок балету. Здавалось, нічого не передбачає біди: нові знайомства, найкращі вчителі, світле майбутнє. Проте перед дівчиною відкривається правда про таємниче падіння учениці Кессі Шор та темна сторона балетного світу: нездорова конкуренція, вчителі аб'юзери, наркотичні речовини, що надають більшої витривалості під час танцю, і постійне нервове напруження. Нова школа у свідомості дівчини перетворюється на сповнене таємницями поле бою, де кожен заради власної мрії готовий на все. Так хто ж той таємничий вбивця, що тримає всю школу в страху? Та чи витримає, попри перешкоди, Невія заради власних мрій?

## У ролях
- Берннан Клост у ролі Шейна[6]. Відкритий представник ЛГБТ-спільноти, найкращий друг Орена (сусіда по кімнаті).
- Бартон Коупертвейт у ролі Орена Леннокса[7]. Хлопець Бетт, також він має таємні стосунки з Шейном.
- Bayardo De Murguia в ролі Рамона Кости[7]. Відомий хореограф, вчитель — аб'юзер в школі балету Арчера, має темне минуле.

- Майкл Хсу Розен у ролі Набіла[6]. Обдарований учень — танцівник з Парижа, походить з Малайзії, хлопець Кессі Шор та головний підозрюваний в справі з падінням цієї дівчини.
- Лорен Холлі в ролі Монік Дюбуа[7]. Директорка школи Арчера, котра намагається приховати таємниці школи балету та має таємні стосунки з одним з учнів.
- Кайлі Джефферсон у ролі Невії Строєр[7]. Дівчинка з Лос-Анджелесу, що потрапляє до школи балету в Чикаго, а точніше займає місце Кессі Шор, котра лежить в комі після падіння з даху.
- Casimere Jollette в ролі Бетт Вітлоу[7]. Талановита, працьовита та амбіційна учениця, молодша сестра Делії.
- Даніела Норман у ролі Джун Парк[7]. Сусідка по кімнаті з Невією, заради власної пристрасті готова відмовитись від матері.
- Damon J. Gillespie в ролі Кейлеба[6]. Коханець директорки Дюбуа, має сусіда по кімнаті — Набіла.
- Джесс Салгейро в ролі Ізабель Круз[8]. Коп, що розслідує справу Кессі Шор.
- Торі Троубрідж у ролі Делії Вітлоу[9]. Головна прима балерина в серіалі, кохана Рамона.
- Анна Майш у ролі Кессі Шор[9]. Балерина, що впала з даху та лежить у комі.
- Шон Бенсон у ролі містера Брукса[9]. Суворий балетмейстер, чоловік Алана.
- Морган Келлі в ролі Алана Ренфю[9]. Головний лікар у школі балету.

## Український дубляж
- Антоніна Хижняк — Невея Строер
- Єлизавета Кучеренко — Бетт Вітлоу
- Катерина Петрашова — Джун
- Анна Дончик — Кессі Шор
- Максим Запісочний — Набіл
- Валентин Музиченко — Калеб
- Олександр Солодкий — Орен
- Павло Лі — Шейн
- Людмила Ардельян — Монік Дюбуа
- Іван Розін — Рамон
- Юрій Кудрявець — Тофер
- Аліна Проценко — Ізабель
- Олександр Погребняк — Алан, Дев Ранавіра
- Кристина Вижу — Делія
- Катерина Буцька — Катріна, Сієна
- Ольга Радчук — Торрі Фуллер, Мекейла
- Вікторія Хмельницька — Марісель
- Олена Узлюк — Селена, Карла Маркетті
- Максим Кондратюк — Ден Лавері, Едріан Телбот
- Микола Сирокваш — Маттео Маркетті
- Володимир Гурін — Тайлер
- Інна Гелевера — Гвен
- Єлизавета Зіновенко — Пейдж Акіно
- В'ячеслав Дудко — Тревіс Квін

Серіал дубльовано студією «Le Doyen» на замовлення компанії «Netflix» у 2021 році.
- Перекладач — Тетяна Левченко
- Режисер дубляжу — Людмила Ардельян
- Звукорежисер — Олег Кульчицький
- Менеджер проєкту — Людмила Король

## Афористичні вислови
- «Досконалість має власну ціну.»
- «I'm asking for broken dolls, you're giving me dying insects.»[5]